# (37512) 4197 T-2
4197 T-2 (asteroide 37512) é um asteroide da cintura principal. Possui uma excentricidade de 0.14277150 e uma inclinação de 3.08230º.
Este asteroide foi descoberto no dia 29 de setembro de 1973 por Cornelis Johannes van Houten e Ingrid van Houten-Groeneveld e Tom Gehrels em Palomar.